# Megalorchis
Megalorchis là một chi thực vật có hoa trong họ, Orchidaceae.